# عضلة قصيرة مادة لإبهام اليد
العضلة القصيرة الباسطة لإبهام اليد (Extensor pollicis brevis muscle) هي، في علم تشريح الإنسان، أحد عضلات الطرف العلوي.